# Vähä Selkäsaari (ö i Birkaland, Tammerfors, lat 61,40, long 24,14)
Vähä Selkäsaari är en ö i Finland. Den ligger i sjön Roine och i kommunen Kangasala i den ekonomiska regionen Tammerfors och landskapet Birkaland, i den södra delen av landet, 140 km norr om huvudstaden Helsingfors. Öns area är 0,3 hektar och dess största längd är 90 meter i sydväst-nordöstlig riktning.